# إنغلوود (نيو جيرسي)
إنغلوود هي مدينة تقع في مقاطعة بيرغن في نيو جيرسي في الولايات المتحدة الأمريكية. اعتبارا من تعداد الولايات المتحدة للعام 2010، كانت مدينة إنغلوود يبلغ عدد سكانها 27147،  مما يعكس زيادة قدرها 944 (+ 3.6٪) من التعداد البالغ 26203 في تعداد عام 2000، والذي كان بدوره زائدا بنسبة (+ 5.4٪) من العدد 24،850 في تعداد عام 1990.
تأسست إنجلوود كمدينة بموجب قانون صادر عن السلطة التشريعية ولاية نيو جيرسي في 17 مارس 1899، من أجزاء من بلدة ريدجفيلد والأجزاء المتبقية من بلدة انجلوود، مع إنشاء مدينة إنجلوود، تم حل إنجلوود منطقة استفتاء سابق في 10 مارس 1896، أعلن غير دستوري.

## أعلام
- إد هاريس
- جون ترافولتا
- ديزي غيليسبي
- جوني هايز
- هوب ديفيس